# Station Dąbrowice Kujawskie
Station Dąbrowice Kujawskie is een spoorwegstation in Polen.